# International Trading Oil and Commodities
 (décembre 2017).
Si vous disposez d'ouvrages ou d'articles de référence ou si vous connaissez des sites web de qualité traitant du thème abordé ici, merci de compléter l'article en donnant les références utiles à sa vérifiabilité et en les liant à la section « Notes et références ».
International Trading Oil and Commodities  (ITOC) est une entreprise sénégalaise.

## Histoire
ITOC sa,  dénommée International Trading Oil and Commodities  Corporation, créée en 1987 par Abdoulaye Diao, ingénieur de l'Ecole Centrale de Lille, Ingénieur de l'Institut Français des Pétroles -IFP (Ecole Nationale Supérieure du Pétrole et des Moteurs à Combustion interne ENSPM) , licencié ès Sciences physiques et Sciences économiques, est une Société de négoce, de pétroles bruts produits en Afrique et au Moyen Orient, de produits pétroliers (butane, naptha, carburants automobiles (supercarburant, essence ordinaire, gasoil), carburéacteur Jet A-1 (aviation), kérosène (pétrole lampant), combustibles (Diesel oil, Fuel oil BTS et Fueloil HTS) et de céréales.

## Activités
Le classement des 500 PREMIÈRES ENTREPRISE AFRICAINES  réalisé par l'Hebdomadaire International Indépendant JEUNE AFRIQUE HORS SERIE N°37, page 123, situe la société à la 389e place en 2014. Cette source la crédite d'un chiffre d'affaires de 323 342 000 $ en 2012, ce qui la classe au 67e rang des entreprises de l'Afrique de l'Ouest dans ce palmarès annuel (2014).